# Primula farinosa
Primula farinosa là một loài thực vật có hoa trong họ Anh thảo. Loài này được L. miêu tả khoa học đầu tiên năm 1753.

## Hình ảnh

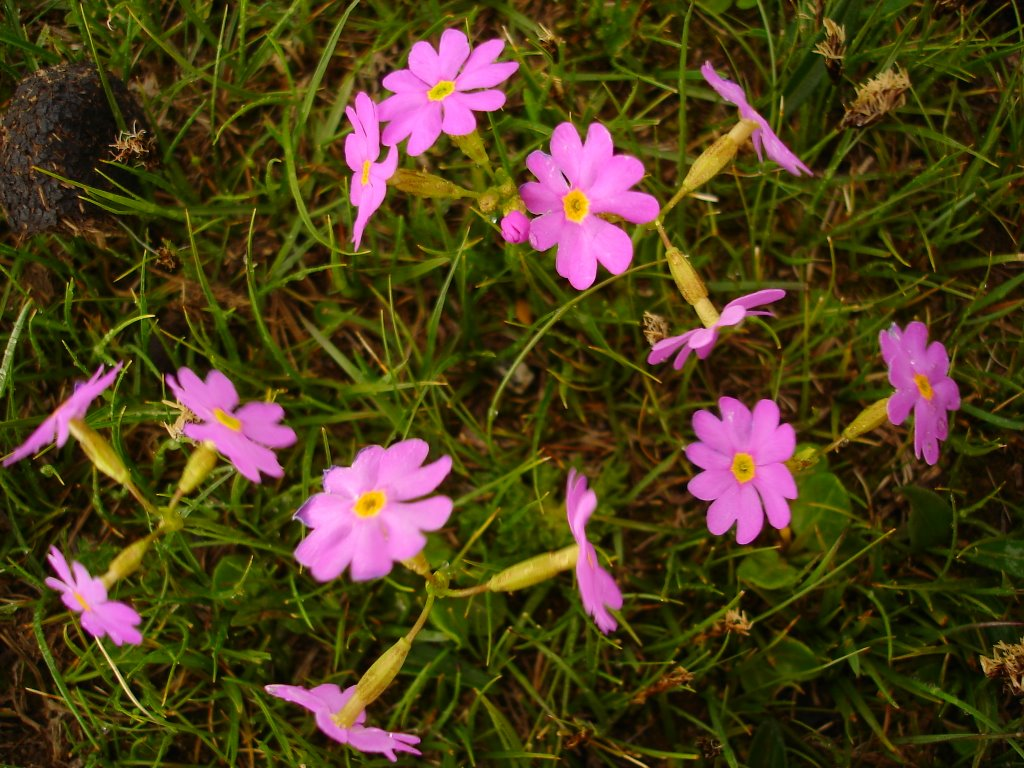
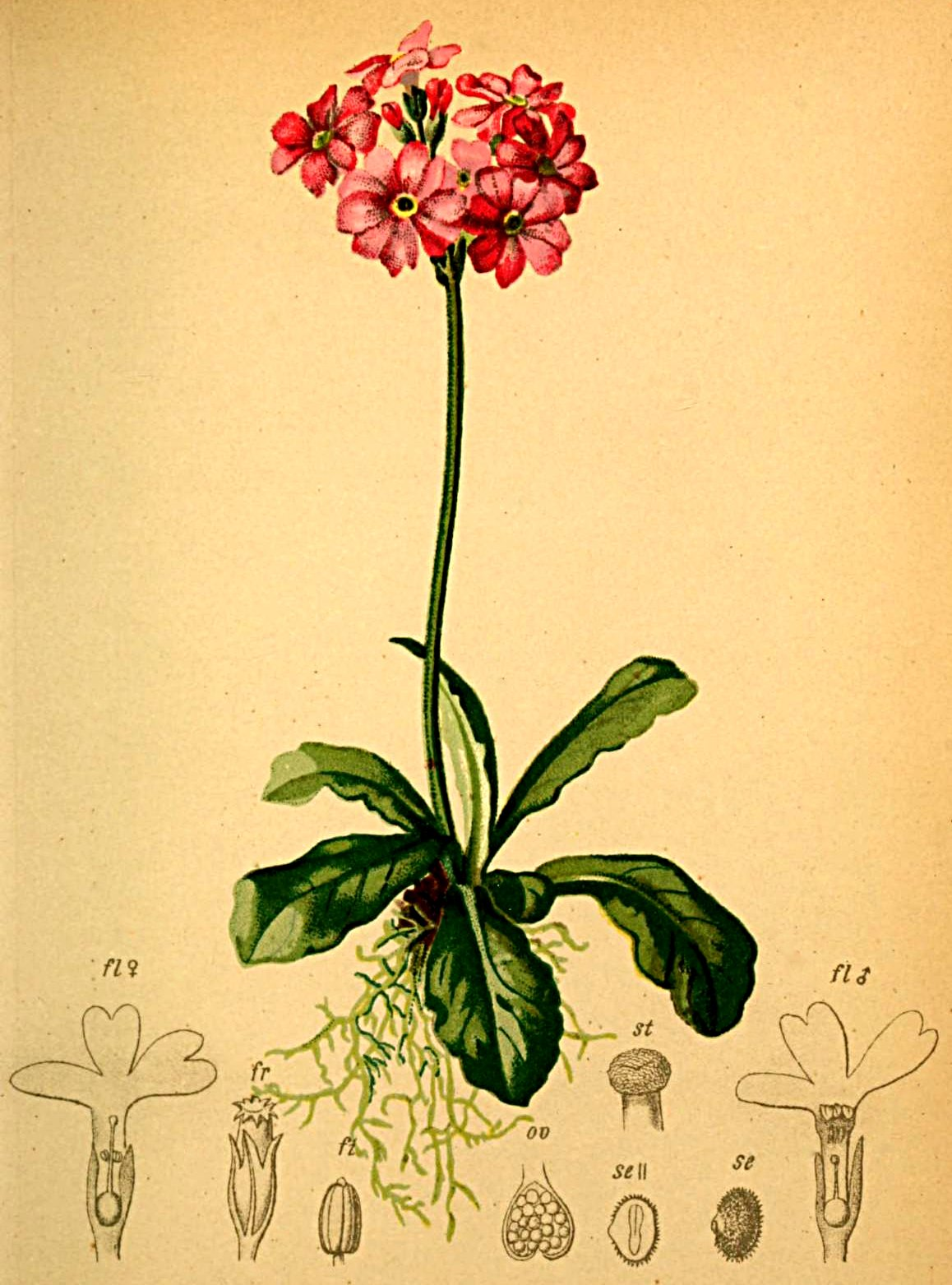
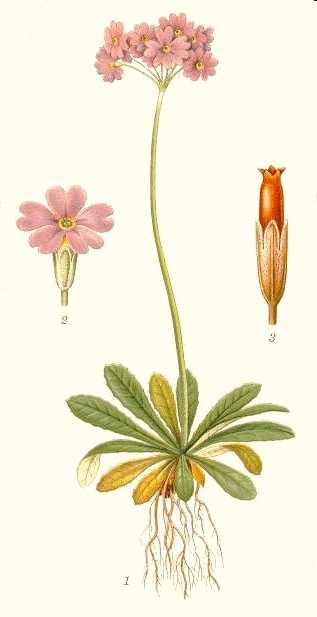
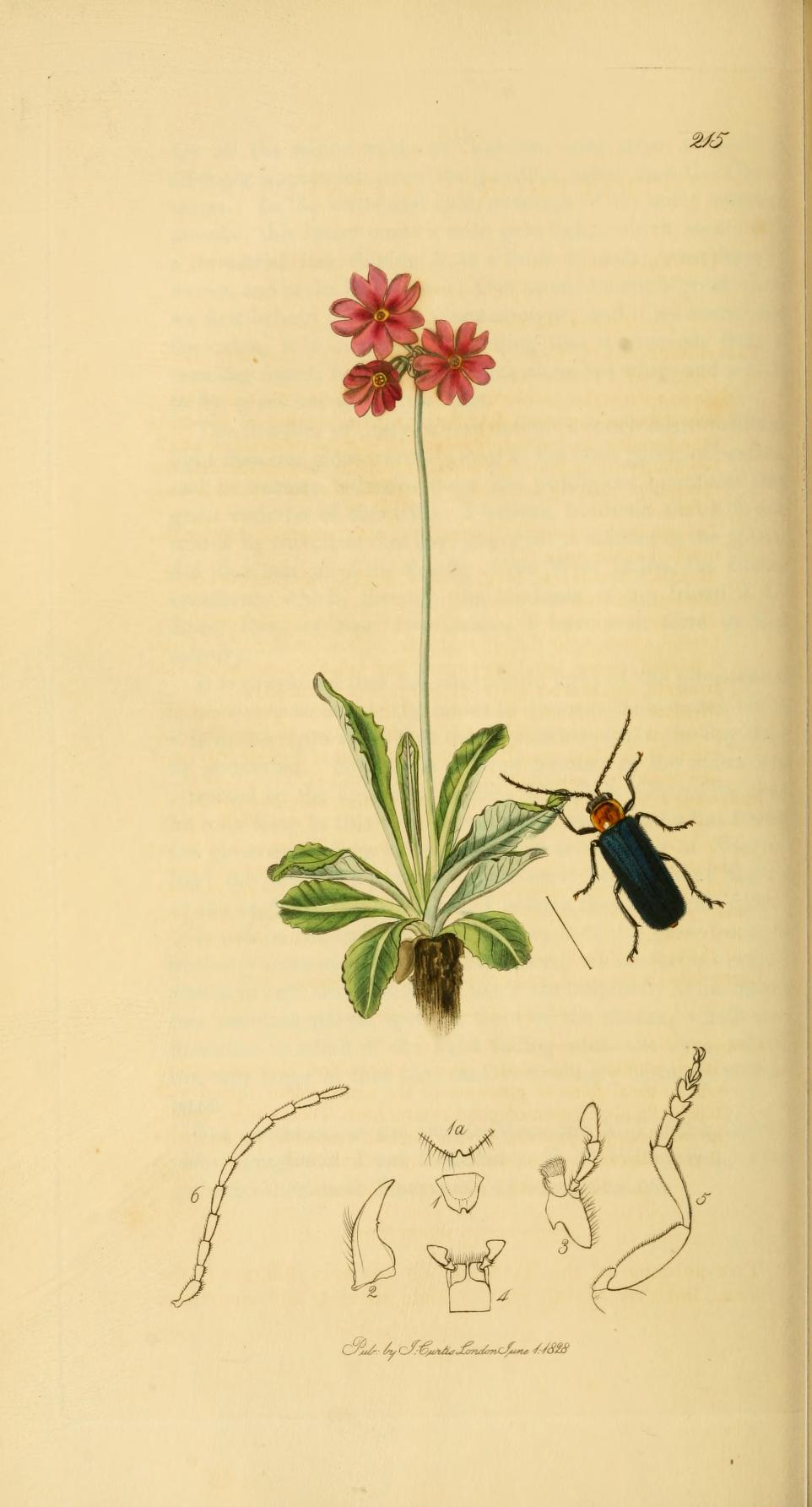